# 30-я бронебашенная батарея
Бронебашенная батарея № 30 или 30-я батарея (немецкое обозначение — «Maxim Gorki I») — музейный комплекс в составе  Военно-исторического музея фортификационных сооружений, расположенный на базе бывшей советской воинской части в составе Черноморского флота СССР, имевшая важное значение при обороне Севастополя 1941—1942 годов в период Великой Отечественной войны.
30-я бронебашенная батарея в июне 1942 года

## История
На 22 июня 1941 года 30-я батарея входила в состав 1-го отдельного артиллерийского дивизиона Береговой обороны Главной базы Черноморского флота СССР, который кроме ББ-30 к моменту начала обороны Севастополя также включал в себя 35-ю бронебашенную батарею, 10-ю артиллерийскую батарею 203-мм орудий и 54-ю артиллерийскую батарею 102-мм орудий. Удары 30-й батареи и сопротивление её личного состава наступающим немецко-румынским войскам были одним из героических эпизодов обороны Севастополя 1941—1942 годов.
За решающий вклад в дело героической обороны Севастополя Приказом НК ВМФ № 138 от 18 июня 1942 года 1-му отдельному артиллерийскому дивизиону БО ЧФ, в который на тот период входила 30-я бронебашенная батарея, было присвоено гвардейское звание. Правда в это время 30-я батарея уже около недели находилась в полном окружении, а с 16 июня была потеряна и связь с командованием — противнику удалось перерезать все внешние телефонные коммуникации и сбить все установленные радиоантенны.
С 10 июня 1942 года батарея отбивалась только двумя орудиями (по одному в каждой башне). К 17 июня на батарее закончились боевые снаряды. Во время отражения одной из атак, батарейцы отбивались уже практическими боеприпасами для учебной стрельбы. Попаданием одной из таких металлических «болванок» немецкому танку, который пытался обстреливать позиции батареи из района усадьбы совхоз-завода имени Софьи Перовской в Любимовке, оторвало башню. Когда немецкие пехотинцы и сапёры прорвались вплотную к орудийным башням, защитники открыли по ним огонь холостыми выстрелами, используя только пороховые заряды — струя пороховых газов температурой порядка 3000° C, выбрасываемая из орудий на несколько десятков метров, в буквальном смысле стирала пехоту противника с лица земли.
После занятия противником позиций батареи над бетонным массивом, её личный состав вместе с частью бойцов и командиров оборонявшейся в районе Любимовки 95-й стрелковой дивизии продолжил сражаться в подземных сооружениях, отбивая попытки противника «выкурить» защитников из помещений с помощью огнемётов, подрывных зарядов, а также пускавшего в подземные ходы удушающие газы, и заливавшего туда подожжённые бензин и горючие масла. 25 июня 1942 года командиру батареи майору Г. А. Александеру и ещё 19 бойцам удалось вырваться через водосток наружу, где разделившись на группы по 5 человек, они попытались пробраться к партизанам. На следующий день группа майора Г. А. Александера была захвачена в плен, а сам он впоследствии погиб в плену. 26 июня 1942 года ударная группа немцев ворвалась внутрь орудийного блока, где захватила оставшихся в живых около 40 воинов, большинство из которых были ранены и истощены.
30-я бронебашенная батарея в наши дни
Батарея сохранилась по сей день и находится возле бывшего посёлка Любимовки на северной стороне Севастополя. После Великой Отечественной войны была восстановлена, башни МБ-3-12-Ф взяли с балтийского линкора «Фрунзе» (бывший «Полтава») и модернизировали. Теперь батарея насчитывала уже не 4, а 6 орудий калибром 305 миллиметров. На командном пункте установили самую совершенную для того времени систему управления стрельбой «Берег» с радиолокационной станцией и теплопеленгаторами. Согласно спецификации, батарея была способна выдержать 10-часовую химическую атаку или бомбардировку 2000-килограммовыми фугасами, или воздушный ядерный взрыв.
До середины 1960-х годов батарея входила в состав 459-го башенного артиллерийского дивизиона 778-го отдельного артиллерийского полка БО ЧФ, затем в состав 51-го отдельного ракетного полка Береговых ракетно-артиллерийских войск Черноморского флота (БРАВ ЧФ), а с середины 1970-х — в состав 417-го отдельного ракетно-артиллерийского полка БРАВ ЧФ. В июне 1991 года 417-й полк был переформирован в 521-ю отдельную ракетно-артиллерийскую бригаду Береговых войск Черноморского флота (БВ ЧФ), а в ноябре — в 632-й отдельный ракетно-артиллерийский полк БВ ЧФ. В течение всего послевоенного периода своего существования, 459-й башенный дивизион и входившая в него 30-я бронебашенная батарея обеспечивали береговую оборону Главной базы Черноморского флота.
Последний раз батарея стреляла в 1968 году. Снимали фильм «Море в огне». Орудия развернули в сторону Мекензиевых гор. В результате во многих домах близлежащих сёл повылетали стёкла, у некоторых домов даже сорвало крыши.
В 1997 году согласно договору между Российской Федерацией и Украиной о разделе Черноморского флота, личный состав 632-го полка БВ ЧФ и входившего в него 459-го башенного дивизиона был переведён на Кавказское побережье, фортификационные сооружения 30-й батареи передали взводу консервации. Однако в течение 72 часов батарея может быть приведена в боевую готовность.  

## Командный составББ-30
- Командир батареи в 1937-1938 годах капитан-лейтенант А. В. Свердлов[1].

В период обороны Севастополя 1941—1942 годов
- командир батареи: майор Г. А. Александер
- комиссар батареи: старший политрук Е. К. Соловьёв
- помощник командира батареи: капитан В. И. Окунев[2]
- инженер-механик: воентехник 1-го ранга И. Г. Рева
- инженер-электрик: военинженер 3-го ранга В. Д. Панкратов
- помощник командира батарей по э.-м. части: военинженер 3-го ранга  И. В. Андриенко
- начальник военно-хозяйственного снабжения: техник-интендант 1-го ранга И. Т. Подорожный
- начальник хим. службы: младший лейтенант К. И. Хальмеев
- командир 1-й артиллерийской башни: старший лейтенант А. В. Теличко[2]
- помощник командира, затем командир 2-й артиллерийской башни: лейтенант С. А. Шорухов[2][3]
- командир прожекторного взвода: старший лейтенант С. П. Ухов
- командир взвода связи: воентехник 2-го ранга А. И. Пузин

## Наше время
19 августа 2021 года 30-я бронебашенная батарея была передана в состав Военно-исторического музей фортификационных сооружений.
1 октября 2021 года 30-я бронебашенная батарея начала приём посетителей в качестве музея. 